# وزارت راه و ترابری
وزارت راه و ترابری با نام اولیه وزارت طرق و شوارع، یکی از وزارت‌خانه‌ها در دولت ایران بین سال‌های ۱۳۰۸ تا ۱۳۹۰ بوده‌است. این وزارت‌خانه در سال ۱۳۹۰ با ادغام وزارت مسکن و شهرسازی به وزارت راه و شهرسازی تبدیل شد.

## تاریخچه
محمدعلی فروغی، در فروردین ۱۳۰۹ به ایران بازگشت و وزارت فوائد عامه، فلاحت و تجارت را به دو وزارت‌خانهٔ تازه به نام‌های وزارت اقتصاد ملی (به سرپرستی خود) و وزارت طرق و شوارع (به سرپرستی تقی‌زاده) تقسیم کرد. در سال ۱۳۱۵، نام وزارت طرق و شوارع به «وزارت راه» و در سال ۱۳۵۳، نام وزارت راه به «وزارت راه و ترابری» تغییر یافت.

## ساختار
ساختار تشکیلاتی این وزارت‌خانه در اواخر دهه ۱۳۸۰ به‌صورت ذیل بود:
- معاونت برنامه‌ریزی و اقتصاد حمل‌ونقل
  - دفتر برنامه‌ریزی و تلفیق طرح‌ها
  - دفتر امور اقتصادی و سرمایه‌گذاری و مشارکت
  - دفتر اطلاعات و آمار حمل‌ونقل
  - دفتر امور بین‌الملل
  - دفتر امور مجامع و دبیرخانه شورای‌عالی هماهنگی ترابری کشور
- معاونت آموزش، تحقیقات و فناوری
  - دفتر هماهنگی و ارزیابی نظام‌های حمل‌ونقل
  - دفتر مطالعات فناوری و ایمنی
  - دفتر توسعه منابع انسانی بخش حمل‌ونقل
- معاونت ساخت و نگهداری راه روستایی
- معاونت امور مجلس و هماهنگی استان‌ها
  - دفتر حقوقی
  - دفتر امور مجلس
  - دفتر هماهنگی امور استان‌ها
  - دفتر هماهنگی امور راه‌های روستایی
- معاونت توسعه مدیریت و منابع
  - مرکز نوسازی و تحول اداری
  - اداره‌کل امور کارکنان
  - اداره‌کل امور مالی و ذیحسابی
  - اداره‌کل خدمات اداری و پشتیبانی
  - گزینش
- معاونت کارآفرینی و مدیریت بحران

## وزیران
- حسن تقی‌زاده سپس کفالت (فروردین ۱۳۰۹–؟)
- سید باقر کاظمی
- رضا افشار (اواخر سال ۱۳۱۰–؟)
- علی منصور (فروردین ۱۳۱۲–۱۳۱۴)
- جهانگیر حق‌شناس (۱۹ بهمن ۱۳۳۱–۲۸ مرداد ۱۳۳۲)